# Dzielnica (gromada)
Dzielnica (do 30 XII 1961 Łany) – dawna gromada, czyli najmniejsza jednostka podziału terytorialnego Polskiej Rzeczypospolitej Ludowej w latach 1954–1972.
Gromady, z gromadzkimi radami narodowymi (GRN) jako organami władzy najniższego stopnia na wsi, funkcjonowały od reformy reorganizującej administrację wiejską przeprowadzonej jesienią 1954 do momentu ich zniesienia z dniem 1 stycznia 1973, tym samym wypierając organizację gminną w latach 1954–1972.
Gromadę Dzielnica z siedzibą GRN w Dzielnicy utworzono 31 grudnia 1961 w powiecie kozielskim w woj. opolskim, przenosząc siedzibę GRN gromady Łany z Łanów do Dzielnicy i zmieniając nazwę jednostki na gromada Dzielnica.
Gromada przetrwała do końca 1972 roku, czyli do kolejnej reformy gminnej.